# The Human League
The Human League – brytyjski zespół muzyczny tworzący muzykę nurtu synth pop i new romantic, założony w 1977 roku. Jest to jedna z najpopularniejszych i najbardziej innowacyjnych brytyjskich grup początku lat 80. Ma na swoim koncie ponad 20 milionów sprzedanych płyt. Twórczość The Human League wywarła duży wpływ na oblicze muzyki lat 80., była także inspiracją dla takich zespołów jak Culture Club czy Soft Cell.

## Historia
Pierwszy singel zespołu, „Being Boiled”, ukazał się w 1978 roku, a pierwszy longplay, Reproduction, został wydany rok później. Z tego albumu pochodził utwór „Empire State Human”, który dostał się na brytyjską listę singli. Kolejna płyta ukazała się w 1980 roku i została zatytułowana Travelogue. Dotarła ona do 16. miejsca na liście sprzedaży w Wielkiej Brytanii. Mimo tego zespół wciąż nie mógł zdobyć szerszej popularności. Większość singli okazywała się klęskami komercyjnymi i na początku lat 80. grupa popadła w kłopoty finansowe. Ian Craig Marsh i Martyn Ware opuścili zespół i założyli nową grupę Heaven 17.
Dużą międzynarodową popularność przyniosła grupie wydana w 1981 roku płyta Dare, na której znalazły się cztery wielkie przeboje: „Don't You Want Me” (największy hit zespołu – numer 1 zarówno w USA, jak i w Wielkiej Brytanii), „Love Action”, „Open Your Heart” oraz „The Sound of the Crowd”. Album ten nie tylko zajął czołowe miejsca na listach sprzedaży, ale i zebrał pozytywne opinie od krytyków, którzy chwalili płytę za awangardowość. Następnie zespół wydał dwa minialbumy: kolekcję remiksów Love and Dancing w 1982 roku (jako The League Unlimited Orchestra) oraz Fascination! w 1983 z wielkim hitem „(Keep Feeling) Fascination”.
Kolejna płyta długogrająca ukazała się w 1984 roku i została zatytułowana Hysteria. Nie zdobyła ona takiej popularności jak Dare, choć trzy single z niej pochodzące osiągnęły sukces na brytyjskich listach przebojów (m.in. ,,The Lebanon” i „Louise”). Piąty studyjny album, zatytułowany Crash, ukazał się w 1986 roku. Dotarł on do pierwszej dziesiątki na brytyjskiej liście albumów, a w Stanach Zjednoczonych sprzedawał się o wiele lepiej niż Hysteria. Pierwszy singel, „Human”, dotarł do 1. miejsca w USA, stając się jednym z największych przebojów grupy. Dwa lata później w sprzedaży ukazała się pierwsza kompilacja hitów The Human League, Greatest Hits.
W 1990 roku wydana została kolejna płyta, Romantic?, która jednak okazała się porażką komercyjną. Oceny krytyków były również negatywne i w rezultacie kontrakt zespołu z wytwórnią Virgin Records został zawieszony. W roku 1995 powstał longplay Octopus, który odniósł spory sukces, a singel „Tell Me When” dotarł do Top 10 w Wielkiej Brytanii. W 2001 roku światło dzienne ujrzał album Secrets. Promowały go dwa single – pierwszy z nich, „All I Ever Wanted” dotarł do miejsca 47. w Wielkiej Brytanii. W grudniu 2010 grupa wyruszyła w brytyjską trasę koncertową. Dziewiąta płyta The Human League, pt. Credo, miała swoją premierę w marcu 2011, a promowały ją single „Night People” i „Never Let Me Go”.

## Członkowie zespołu
- Philip Oakey: wokal, instrumenty klawiszowe (1977–nadal)
- Martyn Ware: instrumenty klawiszowe (1977–1980)
- Ian Craig Marsh: instrumenty klawiszowe (1977–1980)
- Philip Adrian Wright: instrumenty klawiszowe (1978–1986)
- Susan Ann Sulley: wokal (1980–nadal)
- Joanne Catherall: wokal (1980–nadal)
- Ian Burden: instrumenty klawiszowe, elektryczna gitara basowa (1981–1987)
- Jo Callis: instrumenty klawiszowe, gitara elektryczna (1981–1985)

## Dyskografia
| - 1979: The Dignity of Labour - 1979: Reproduction - 1980: Holiday '80 - 1980: Travelogue - 1981: Dare - 1982: Love and Dancing - 1983: Fascination! - 1984: Hysteria - 1986: Crash - 1988: Greatest Hits - 1990: Romantic? - 1995: Octopus - 1995: Greatest Hits - 2001: Secrets - 2003: The Very Best of The Human League - 2005: Live at the Dome - 2005: Original Remixes & Rarities - 2011: Credo | - 1978: „Being Boiled” - 1979: „I Don't Depend on You” - 1979: „Empire State Human” - 1980: „Only After Dark” - 1981: „Boys and Girls” - 1981: „The Sound of the Crowd” - 1981: „Love Action (I Believe in Love)” - 1981: „Open Your Heart” - 1981: „Don't You Want Me” - 1982: „Mirror Man” - 1983: „(Keep Feeling) Fascination” - 1984: „The Lebanon” - 1984: „Life on Your Own” - 1984: „Louise” - 1986: „Human” - 1986: „I Need Your Loving” - 1987: „Love Is All That Matters” - 1990: „Heart Like a Wheel” - 1990: „Soundtrack to a Generation” - 1995: „Tell Me When” - 1995: „One Man in My Heart” - 1995: „Filling Up with Heaven” - 1996: „Stay with Me Tonight” - 2001: „All I Ever Wanted” - 2003: „Love Me Madly?” - 2010: „Night People” - 2011: „Never Let Me Go” |